# C4H11NS
化学式C4H11NS（摩尔质量：105.2 g/mol）可以指：
- 3-甲硫基丙胺，CAS号：4104-45-4
- 2-二甲胺基乙硫醇，CAS号：13242-44-9
- 1-氨基-2-甲基丙烷-2-硫醇，CAS号：32047-53-3

|  | 这个同类索引页列出了具有相同分子式的化学物（即同分異構體）条目。 除非您是有意链接至本页，否则应将相应条目的内部链接指向正确的条目。 |